# نیتریک اکسید
مونواکسید نیتروژن، نیترو اکسید ، نیتریک اکسید (به انگلیسی: Nitric oxide) یک ترکیب شیمیایی با شناسه پاب‌کم ۱۴۵۰۶۸ است. شکل ظاهری این ترکیب، گاز بی‌رنگ است. این ترکیب با فرمول شیمیایی NO یک رادیکال آزاد است و یک مادهٔ حدواسط مهم در صنایع شیمیایی به حساب می‌آید. نیتریک اکسید یک محصول جانبی است که در اثر سوختن مواد در هوا تشکیل می‌شود. مانند آنچه در موتور خودرو و نیروگاههای سوخت‌های فسیلی تولید می‌شود. علاوه بر این‌ها، این ماده به صورت طبیعی در اثر تخلیهٔ الکتریکی آذرخش‌ها در طوفان‌های تندری تولید می‌شود.

در پستانداران همچون انسان، NO یک مولکول مهم در پیام رسانی سلولی است که در بسیاری از فرایندهای فیزیولوژیک و پاتولوژیک دخالت دارد. این ترکیب دارای خاصیت اتساع عروق بوده و دارای نیمه‌عمر کوتاهی در خون در حد چند ثانیه است.

سطوح اندک تولید نیتریک اکسید در محافظت از ارگان‌هایی مانند کبد از آسیب ایسکمیک مهم است.

## عملکرد زیستی
NO یکی از چندین مولکول سیگنالینگ گازی است که شناخته شده‌است و علاوه بر استثنا نیز به دلیل این واقعیت است که گاز رادیکال است. این یک پیام رسان بیولوژیک کلیدی مهره داران است که نقش مهمی در فرایندهای بیولوژیکی ایفا می‌کند. این محصول زیستی شناخته شده تقریباً در همه انواع موجودات، از جمله باکتری‌ها، گیاهان، قارچ‌ها و سلول‌های جانوری است.
اکسید نیتروژن، که به عنوان یک عامل آرامسازی مشتق شده از اندوتلیوم (EDRF) شناخته می‌شود، از طریق اِل-آرژینین، اکسیژن و NADPH به وسیله مختلف آنزیم‌های نیتریک اکسید سنتاز (NOS)، بی‌ثبات می‌شود. کاهش نیترات معدنی همچنین ممکن است باعث تولید اکسید نیتریک شود. اندوتلیوم (پوشش داخلی) عروق خونی از اکسید نیتریک استفاده می‌کند تا با سیگنال رسانی به اطراف عضلات صاف آن را آرام سازد و در نتیجه باعث افزایش جریان خون می‌شود. اکسید نیتریک بسیار واکنش پذیر است (طول عمر چند ثانیه)، اما آزادانه در غشاء منتشر می‌شود. این ویژگی‌ها اکسید نیتریک ایده‌آل کرده‌است برای پاراکرین گذرا (بین سلول‌های مجاور) و مولکول سیگنالینگ (در سلول تک سلولی).
سنتاز اکسید نیتریک، یک راه جایگزین، مسیر نیترات-نیتریت-نیتریک اکسید را تولید می‌کند، اکسید نیتریک را از طریق کاهش پیوسته نیترات رژیمی مشتق شده از غذاهای گیاهی، افزایش می‌دهد. سبزیجات غنی از نیتروژن، به ویژه سبزیجات برگدار مانند اسفناج و قارچ و بتت، نشان داده شده‌است که سطح محافظتی از نیتریک اکسید را با کاهش فشار خون در افراد مبتلا به فشار خون بالا افزایش می‌دهد. برای بدن برای تولید اکسید نیتریک از طریق مسیر اکسید نیترات نیتریک نیترات (توسط نیترات ردوکتاز، آنزیم باکتریایی) در دهان به وسیلهٔ باکتری‌های ترکیبی، یک مرحله ضروری رخ می‌دهد. نظارت بر اکسید نیتریک وضعیت آزمایش با بزاق، تبدیل بیولوژیکی نیترات‌های گیاهی به اکسید نیتریک را تشخیص می‌دهد. افزایش سطح بزاق نشان دهنده رژیم غذایی غنی از سبزیجات برگ است که اغلب در رژیم‌های ضد فشار خون مانند رژیم غذایی DASH فراوان هستند.
تولید اکسید نیتریک در جمعیت‌هایی که در ارتفاع زیاد زندگی می‌کنند افزایش یافته‌است و این کمک می‌کند که این افراد با کمک به انقباض عروق کرونر ریوی از هیپوکسی جلوگیری کنند. اثرات عبارتند از: وازودیلاتاسیون، انتقال نورونده (مشاهده مبدل‌های گاز)، مدولاسیون چرخه مو، تولید واسطه‌های نیتروژن واکنشی و نعوظ آلت تناسلی (از طریق توانایی آن برای واژینیت). نیتروگلیسیرین و آمیل نیتریت به عنوان وازودیلاتور به کار می‌روند زیرا آن‌ها در بدن به اکسید نیتریک تبدیل می‌شوند. مینوکسیدیل دارویی ضد فشار خون حاوی · جزء NO است و ممکن است به عنوان آگونیست NO عمل کند. به همین ترتیب، سیلدنافیل سیترات، که به وسیله نام تجاری ویاگرا شناخته می‌شود، به‌طور عمده با افزایش سیگنال از طریق مسیر اکسید نیتریک در آلت تناسلی، تحریک می‌کند.
اکسید نیتریک (NO) با مهار انقباض عضله صاف عضلانی و رشد، تجمع پلاکتها و چسبندگی لکوسیت به اندوتلیوم به هوموستاز عروقی کمک می‌کند. افرادی که مبتلا به آترواسکلروز، دیابت یا فشار خون بالا هستند، اغلب نقایص مسیرهای NO را نشان می‌دهند. مصرف زیاد نمک برای کاهش تولید NO در بیماران مبتلا به فشار خون ضروری نشان داده شده‌است، اگرچه قابلیت دسترسی بیولوژیک باقی می‌ماند.

## مکانیسم اثر
مکانیزم‌های متعددی وجود دارد که به آن‌ها نشان داده شده‌است: NO اثرات زیست‌شناسی سلول‌های زنده را تحت تأثیر قرار داده‌است. اینها عبارتند از اکسیداسیون پروتئین‌های حاوی آهن مانند ریبونوکلئوتید ردوکتاز و آکنیتاز، فعال سازی سیکلاس گوانیلات محلول، ریبوزیسیون پروتئین ADP، نیتریزیلینگ سولفیدریل پروتئین و فعال سازی عامل کنترل‌کننده آهن. · NO نشان داده شده‌است که NF-κB را در سلول‌های تک هسته ای محیطی فعال می‌کند، عامل مهم رونویسی در بیان ژن iNOS در پاسخ به التهاب.
مشخص شد که · NO از طریق تحریک سیکلاز گوانیلات محلول، که یک آنزیم heterodimeric با تشکیل بعد GMP cyclic است، عمل می‌کند. Cyclic-GMP پروتئین کیناز G را فعال می‌کند که سبب جذب دوباره Ca2 + و بازشدن کانال‌های پتاسیم فعال کلسیم می‌شود. کاهش غلظت Ca2 + اطمینان می‌دهد که کیناز نایزین مایوسین (MLCK) دیگر نمی‌تواند فسفرولیه مولکول میوزین را داشته باشد، در نتیجه توقف چرخه عبور و جلوگیری از آرام سازی سلول‌های عضلانی صاف.
اکسید نیتریک ترکیبی است که توسط بسیاری از سلول‌های بدن تولید می‌شود. این عضله صاف عروق را با اتصال به بخش هام سیتااس گانیلات سیتوزول، فعال کردن گوانیلات سیکلاس و افزایش سطح سلولهای موجود در سیکل-گانوسین ۳ '، ۵'-مونوفسفره، که پس از آن به واژینوز تبدیل می‌شود، آرام می‌کند. در هنگام استنشاق، اکسید نیتریک عروق ریوی را گسترش می‌دهد و به دلیل ریزش مؤثر توسط هموگلوبین، اثر منفی روی عروق کلیه بدن دارد.
به نظر می‌رسد اکسید نیتریک استنشاقی باعث افزایش فشار جزئی اکسیژن شریانی (PaO2) با انقباض عروق ریه در مناطق تهویه شده بهتر از ریه می‌شود و حرکت جریان خون ریه را از بخش‌های ریه با نسبت تهویه / پرفیوژن پایین (V / Q) به سمت بخش‌هایی با نسبت طبیعی یا بهتر.

## استفاده پزشکی
استفاده اولیه به شکل نیتروگلیسیرین، قرص یا اسپری مایع است که به عنوان یک پرولین مصرف می‌شود و متابولیت فعال اکسید نیتریک را آزاد می‌کند.
همان‌طور که با تمام مکمل‌های اکسید نیتریک، پاسخ کوتاه مدت است، زیرا به عنوان یک مکانیسم کنترل فیزیولوژیک داخلی به‌طور معمول تولید می‌شود، افزایش غلظت منجر به افزایش میزان ترخیص می‌شود، به همین دلیل اثربخشی استفاده پایدار از نیتروگلیسیرین برای واژینیت، از بین می‌رود هیچ‌کدام پس از چند ساعت تا چند روز از بین می‌رود.
در ایالات متحده، استفاده مداوم از مصرف اکسید نیتریک فقط برای نوزادان تأیید شده‌است. در تنظیمات ICU بالغ، · استنشاق NO می‌تواند هیپوکسمی را در آسیب‌های شدید ریه، سندرم دیسترس حاد تنفسی و فشار خون شدید ریوی بهبود بخشد، اگر چه اثرات کوتاه مدت هستند و مطالعاتی وجود ندارد که نتایج بالینی بهبود یافته را نشان دهند. این روش به صورت انفرادی در ICU به عنوان مکمل دیگر درمان‌های قطعی برای علل برگشت‌پذیر دچار تنفس هیپوکسمی مورد استفاده قرار می‌گیرد.

### آمبولی ریه
اکسید نیتریک همچنین به عنوان درمان نجات در بیماران مبتلا به نارسایی حاد راست به دنبال آمبولی ریوی تجویز می‌شود.

## درگیری‌ها
اکسید نیتریک استنشاقی در درمان نوزادان شناخته شده به علت وابستگی شانتینگ راست به سمت چپ خون است. این همانند اکسید نیتریک است که با افزایش انعقاد رگ های ریه، مقاومت گردش خون ریه را کاهش می‌دهد. افزایش فشار ریوی باعث افزایش فشار داخل دهانه سمت چپ می‌شود، باعث بسته شدن ovale فورامن و کاهش جریان خون از طریق آرتروس عروق خونی می‌شود. بسته شدن این شنت‌ها می‌تواند نوزادان را با ناهنجاری‌های قلبی که بر روی شنت راست به سمت چپ خون قرار می‌گیرند، بکشد.

## فارماکولوژی
اکسید نیتریک یک ماده ضدانحصاری محسوب می‌شود: می‌تواند با کاهش میزان انسداد قلبی شناخته شده به عنوان آنژین، کمک کند. با گسترش (افزایش حجم) عروق، داروهای اکسید نیتریک فشار پایین شریان و فشار پرشده بطن چپ را کاهش می‌دهد.
این واسوادلاسیون حجم خون پمپ‌های ضربان قلب را کاهش نمی‌دهد، بلکه باعث کاهش نیروی عضله قلب می‌شود تا همان حجم خون را به پمپ برساند. قرصهای نیتروگلیسیرین که به صورت زیر زبان (زیر زبان) گرفته شده، برای جلوگیری یا درمان درد قفسه سینه حاد استفاده می‌شوند. نیتروگلیسیرین با یک گروه سولفیدریل واکنش نشان می‌دهد تا اکسید نیتریک تولید کند که باعث ایجاد درد واسودالیته می‌شود. نقش بالقوه ای برای استفاده از اکسید نیتریک در کاهش اختلالات انقباض مثانه وجود دارد، و شواهد اخیر نشان می‌دهد که نیترات ممکن است برای درمان آنژین مفید باشد، به دلیل کاهش مصرف اکسیژن میوکارد، با کاهش preload و پس از بارگیری و با برخی از واژینالهای مجاور عروق کرونر .